# Памятник Ленину на площади Ленина (Волгоград)
Па́мятник Ле́нину на площади Ленина — памятник российскому и советскому политическому и государственному деятелю, революционеру, одному из организаторов и руководителей Октябрьской революции 1917 года Владимиру Ильичу Ленину. Является одной из достопримечательностей города Волгограда. Памятник авторства скульптора Евгения Вучетича и архитектора Григория Захарова был открыт в 1960 году на Площади Ленина в Центральном районе города.
Памятник представляет собой 18-метровую статую В.И. Ленину, стоящую на постаменте в форме башни броневика. Находящаяся за памятником полукруглая колоннада объединяет три жилых строения в единый архитектурный ансамбль. Центральную часть этого ансамбля занимает известный на весь мир символ Второй мировой войны и героической доблести советских солдат — легендарный Дом Павлова.